# Bibliothèque Mériadeck
La bibliothèque Mériadeck est le siège de la bibliothèque municipale de Bordeaux, tête d'un réseau de 11 bibliothèques. Le bâtiment à la paroi de verre, édifié dans le quartier éponyme, a été commandé en 1980 par le maire Jacques Chaban-Delmas et inauguré en 1991.
La bibliothèque accueille tous les publics, conserve et communique des documents de toute nature, et présente quelques spécificités en raison de sa dimension : elle héberge notamment les services support (direction, comptabilité, ressources humaines, réception et traitement des documents, logistique, informatique et communication), abrite le bibliobus, comprend de nombreux magasins de conservation, communique les fonds patrimoniaux et le dépôt légal, accueille les personnes handicapées dans un espace dédié, dispose d'un auditorium et d'une salle d'exposition, d'une cafétéria accessible depuis la rue, etc.

## Historique de l'édifice

### Création, conception et inauguration (1980-1991)
En 1980, Jacques Chaban-Delmas, maire de Bordeaux, décide d'installer la bibliothèque de la ville dans le quartier de Mériadeck. La bibliothèque se trouve alors à l'étroit dans ses locaux historiques du couvent des Dominicains, rue Mably, qu'elle occupe depuis 1891. La bibliothèque est inaugurée en juin 1991 et ouverte au public le 5 octobre de la même année. D'une surface de 27 000 m2, le bâtiment est une des plus grandes bibliothèques publiques de France. Il doit en partie sa renommée à la mise en place d'un « robot » destiné à gérer de manière automatisée la communication des documents en magasin. L'équipement, d'un coût initial de 27 millions de francs, doit permettre de communiquer un document en 5 minutes et de traiter 240 documents à l'heure.

### Les travaux de requalification

#### Première phase: 2008-2010
Vingt ans après son ouverture, la bibliothèque Mériadeck fait l’objet d’une grande rénovation afin d’améliorer le service offert aux usagers, et de remettre le bâtiment aux normes de sécurité. Le robot est également démantelé : en effet, il voit son coût de maintenance exploser, jusqu'à atteindre 240 000 euros pour l'année 2003, soit 200 fois la somme prévue dans le contrat initial. Cette envolée tarifaire, associée à la diminution du nombre de sorties de documents du magasin équipé, et à la difficulté de trouver des pièces de rechange pour cet équipement unique, conduit à le remplacer par des magasins classiques. La bibliothèque a été fermée du 1er juin au 30 septembre 2009.

#### Seconde phase: 2012-2013
La modernisation de la structure a eu pour conséquence une ouverture partielle (1500 sur les 9 000 m2 habituellement accessibles au public) du 17 septembre 2012 au 15 avril 2013 sur deux niveaux : une « bibliothèque de poche » destinée aux adultes et aux adolescents ainsi qu’une salle pour la consultation des fonds patrimoniaux au niveau -1 ; la bibliothèque des enfants et une mise à disposition des documents de l’espace Diderot au niveau 0.

#### Troisième phase: 2021
En 2021, les espaces de la bibliothèque Mériadeck sont tour à tour fermés pour la réalisation des travaux, et une nouvelle « bibliothèque de poche » est installée dans l'espace d'exposition au niveau -1. De nouveaux services apparaissent : espace jeux de société en plus des jeux vidéo, collections en braille en accès direct, passage au prêt des collections d'étude, dissémination des tables de travail au niveau 3, etc.

## Les espaces
La bibliothèque offre 9 000 m2 ouverts au public, répartis sur six niveaux, chacun ayant une couleur thématique.

### Niveau -1 (jaune)
- Entrée de la bibliothèque par le rez-de-rue, 85, cours du Maréchal-Juin et accès à la cafétéria par la rue du Corps Franc Pommiès et depuis le hall d'entrée.
- Accueil : standard téléphonique, boutique (poches, carnets, parapluies, cartes postales, livres...), chargement des crédits d'impression, renouvellement des inscriptions...
- Auditorium Jean-Jacques Bel et salle d’exposition.

### Niveau 0 (orange)
- Ancienne entrée rez-de-dalle, côté terrasses de Mériadeck (condamnée depuis 2015 en raison du plan Vigipirate, espace pique-nique et PC sécurité.
- Inscriptions, robot pour le retour des documents empruntés.
- Bibliothèque des enfants (0-13 ans) : 45 000 documents en accès libre et 15 000 conservés en magasin, un espace de sensibilisation à la lecture pour les plus jeunes.

### Niveau 1 (rouge)
- Espace Actualité : 400 titres de revues, 5 000 ouvrages sur la vie pratique, le droit, l'entreprise, l'emploi et la formation.
- Espace Autoformation : 34 postes informatiques donnant accès à des ressources numériques (presse, livres, musique) et des outils de bureautique, 3 000 guides pratiques professionnels, 2 000 guides, grammaires et méthodes pour apprendre des langues étrangères, 700 ouvrages pour s'initier ou se perfectionner à l'informatique.
- Espace jeux vidéo et jeux de société : espace destiné aux loisirs numériques et aux jeux vidéo (console Xbox 360, Xbox One, PlayStation 3, 4 et 5, console Wii, console Switch, une console portable Nintendo 3DS, une console portable PlayStation Vita et une borne d'arcade), prêt sur place de jeux de société (tables à disposition).
- Espace Art et Image : 15 000 BD, revues et ouvrages documentaires sur la BD la photographie et le cinéma, 10 000 DVD, 3 écrans pour visionner des films munis de casques sans fil.
- Espace Musique : 38 000 CD, 2 000 DVD, 5 000 livres et partitions, studio accessible sur réservation, un salon d'écoute et 2 bornes de téléchargement de musique libre de droit (Minimazic Duo de la société Pragmazic).

### Niveau 2 (vert)
- Espace Bordeaux et l'Aquitaine : 9 000 documents (livres, revues, DVD) sur l'histoire, l'architecture, le vin, la cuisine, la nature et les traditions, à emprunter ou à consulter sur place, un espace éditeur, un salon de presse locale.
- Postes de consultation de l'INAthèque et du dépôt légal du web : plus de 5 millions d'heures de documents radiophoniques et télévisuels issus des fonds de l'Institut National de l'Audiovisuel (Ina), sont accessibles sur réservation.

### Niveau 3 (rose)
- Espace Littérature, Hommes et Sociétés : 65 000 ouvrages de fiction et documentaires, un kiosque, 2 ambiances de lecture (le salon XIXe siècle, pour les adultes, et le Loft, pour les adolescents), salles de travail en groupe accessibles sur réservation.
- Espace Diderot : propose un accueil aux personnes ayant un handicap qui nécessite des supports spéciaux pour la lecture (postes Internet équipés de logiciels spécifiques, imprimantes braille, vidéo agrandisseur…), proposant 5 400 documents, dont 2 800 livres lus et 2 500 textes en gros caractères.

### Niveau 4 (bleu)
- Espace Patrimoine et communication sur place : ouvert l'après-midi (accueil ponctuel de groupes en matinée), il propose 2 500 documents de références en accès libre (certains empruntables), des tables de travail et de consultation, un salon de lecture, un espace d'exposition, deux lecteur de microfilms, des postes informatiques (consultation de la bibliothèque numérique Séléné, notamment).
- Communication des documents conservés en magasins, issus du dépôt légal, et des fonds anciens, rares et précieux (500 000 documents : livres, estampes, cartes, affiches, journaux, sans compter les archives). Seuls les plus récents sont empruntables.
- Certains documents nécessitant une attention particulière sont disponibles en accès différé : manuscrits, documents anciens, rares ou précieux en chambre forte, documents impliquant l'autorisation des ayants droit ou trop fragiles. La bibliothèque Mériadeck conserve et communique notamment les fonds des trois grands auteurs bordelais, ou « 3 M » : Montaigne, Montesquieu et Mauriac.
- Service de prêt entre bibliothèques (PEB), et prêts pour exposition, renseignement à distance (adresse dédiée).

## Ressources numériques et services informatiques
La bibliothèque Mériadeck propose des postes informatiques à tous les étages, des bornes d'emprunt, des imprimantes et un scanner, et de nombreuses ressources et services en lignes, dont l'INA et le dépôt légal du web au niveau 2.
Depuis novembre 2013, des bornes wi-fi (réseau de la Ville) sont disposées à tous les étages offrant une connexion internet aux usagers, inscrits et non-inscrits, munis de leur ordinateur portable, tablette ou smartphone.